# Rincón del Mar
Rincón del Mar, es un centro poblado colombiano del municipio de San Onofre, localizado al noroeste del departamento de Sucre, a 76 km de Sincelejo. Es la localidad continental más próxima al archipiélago de San Bernardo.
Tiene unas playas de arena blanca y agua cristalina, cuenta con una naturaleza virgen que lo convierte en un atractivo turístico del departamento de Sucre.